# Мориваки, Рёта
Рёта Мориваки (яп. 森脇 良太 Мориваки Рё:та, род. 6 апреля 1986, Фукуяма, Хиросима) — японский футболист, защитник клуба «Урава Ред Даймондс».

## Карьера
Был включен в состав сборной Японии на Кубок Азии 2011, заменив в последний момент травмированного Готоку Сакаи. На победном для Японии турнире стал одним из двух игроков команды (вместе с вратарём Сюити Гондой), которые ни разу не вышли на поле.